# Да Силва, Луис Андре
Луис Андре Да Силва (порт. Luís André da Silva; 3 марта 1972) — бразильский футболист, полузащитник.
Вместе с Жуниором является одним из первых легионеров в российском футболе и первым — из Бразилии. В России Да Силва в 1995 году провёл семь матчей в составе нижегородского «Локомотива», выступавшего в высшей лиге. Дебют Да Силвы с Жуниором состоялся 8 июля в матче против московского «Торпедо». Выйдя на замену на 54 минуте, Да Силва на 70 забил свой единственный гол за «Локомотив».
По информации еженедельника «Футбол» непосредственно перед «Локомотивом» Да Силва играл за клуб первого дивизиона чемпионата штата Минас-Жерайс «Арагуари».
Судьба Да Силвы после выступления в России неизвестна.